# Bertil Kumlien
Bertil Kumlien, född 8 augusti 1919 i Stockholm, död  25 augusti 2012, var en svensk illustratör, tecknare kalligraf, författare och bokkonstnär.
Han var son till Akke Kumlien och Ida Kristina Löfgren och från 1952 gift med Anna Thea Engströmer. Han var bror till Maria Adlercreutz. Kumlien studerade vid Skolan för bok- och reklamkonst i Stockholm 1943–1945 och under ett flertal studieresor till bland annat Frankrike, Italien och Spanien. Han medverkade bland annat i illustratörsutställningen i Esselte-hallen 1950, Nationalmuseums Unga tecknare och i den internationella utställningen med bokomslag som visades i London 1949. Han formgav och tecknade diplomen för Nobelpristagarna i fysik och kemi 1948 samt Gustaf VI Adolfs namnchiffer och exlibris 1955. Hans konst består av teckningar av i första hand Roslagens och Greklands arkipelager. Som illustratör illustrerade han ett flertal böcker. Kumlien är representerad vid Nationalmuseum i Stockholm och med en utställningsaffisch för glas vid Morderna museet. 
2011 mottog han Norrtälje kommuns utmärkelse Norrtälje Nyckel.    

### Som illustratör och författare
- Skärvor av skärgård
- Segla i hamn - skisser från Stockholms sjösida
- Arkipelagos Grekiska Öar
- Peloponnesos
- Grekernas Makedonien
- Utsikt över sjödistrikt
- Lotsa, leda, loda